# Kusel
Kusel település Németországban, Rajna-vidék-Pfalz tartományban. Lakosainak száma 6057 fő (2023. december 31.).

## Népesség
A település népességének változása:
| Lakosok száma | 5926 | 4992 | 5421 | 5405 | 5594 | 6470 | 6057 |
|               | 1975 | 2015 | 2017 | 2019 | 2021 | 2022 | 2023 |

## Testvérvárosai
- Magyarország, Zalaegerszeg